# Chelnok Lake
Chelnok Lake är en sjö i Antarktis. Den ligger i Östantarktis. Australien gör anspråk på området. Chelnok Lake ligger 38 meter över havet.